# Amatitlán
Pour l’article homonyme, voir Amatitlán (municipalité).
Amatitlán est une ville du Guatemala située dans le département de Guatemala.